# فرانك إس. بيتس
فرانك إس. بيتس (بالإنجليزية: Frank S. Bates) هو باحث ومهندس أمريكي، ولد في 1954 في الولايات المتحدة.